# Isla Mona
La isla de Mona es una isla habitada de 10x8 km, ubicada al oeste de Puerto Rico y perteneciente al Municipio Autónomo de Mayagüez localizado en la costa oeste del Estado Libre Asociado de Puerto Rico. 
Es la mayor de las tres islas ubicadas en el canal de la Mona, estrecho entre la República Dominicana y Puerto Rico, las otras son el islote Monito y la isla Desecheo.
La isla de Mona, junto al islote Monito, constituyen una reserva natural gestionada por el Departamento de Recursos Naturales y Ambientales de Puerto Rico.

## Características

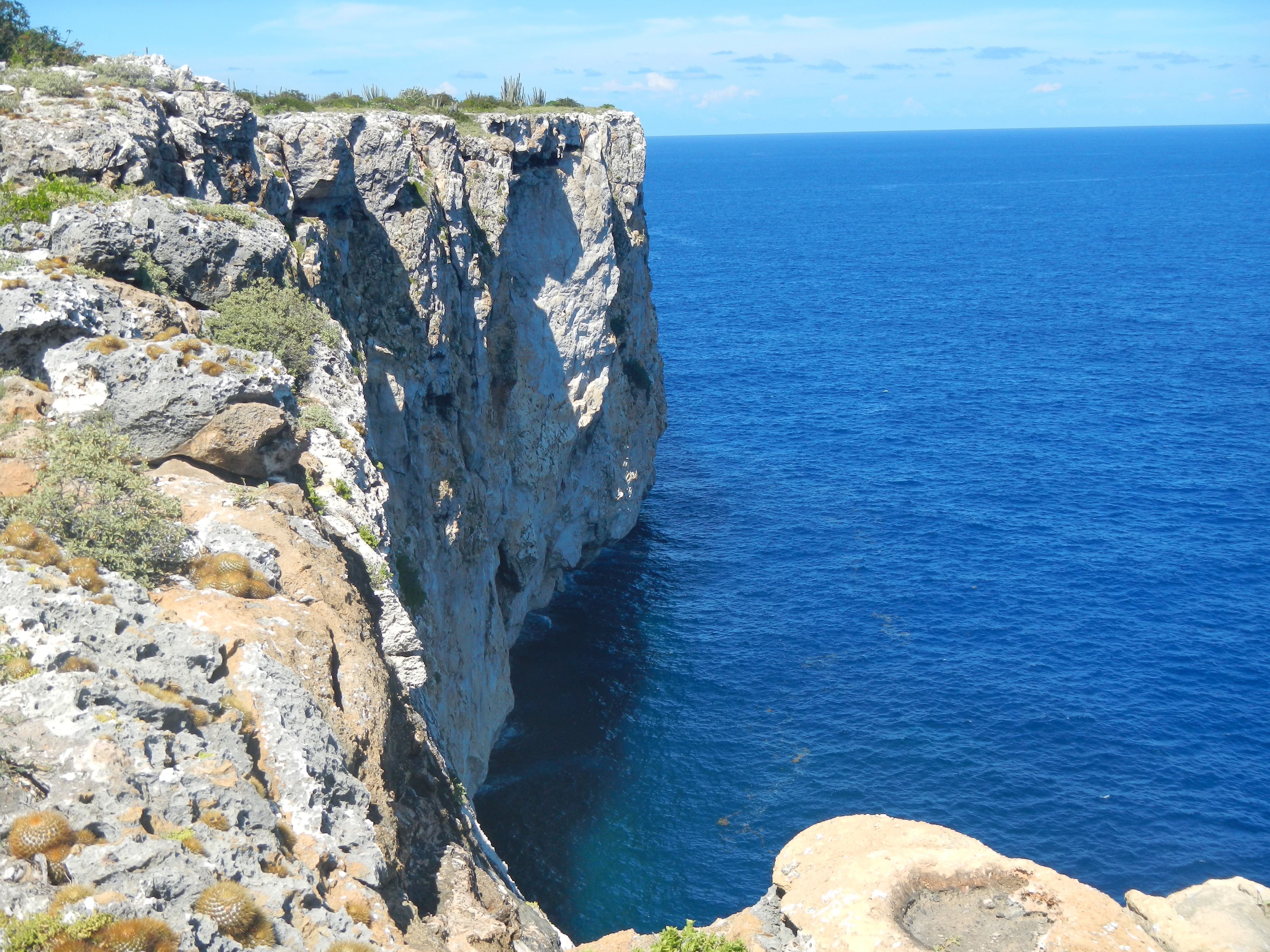
La isla de Mona es una meseta principalmente plana rodeada de acantilados marinos.

Su clima es tropical y tiene una superficie aproximada de 55 km². 
La isla está más cerca de la República Dominicana pero le pertenece al archipiélago puertorriqueño. En la isla se dan caminatas y exploraciones.
Hay investigaciones sobre la flora y fauna de la isla por entidades educativas (como la Universidad de Puerto Rico) y agencias estatales y federales.

## Reserva natural

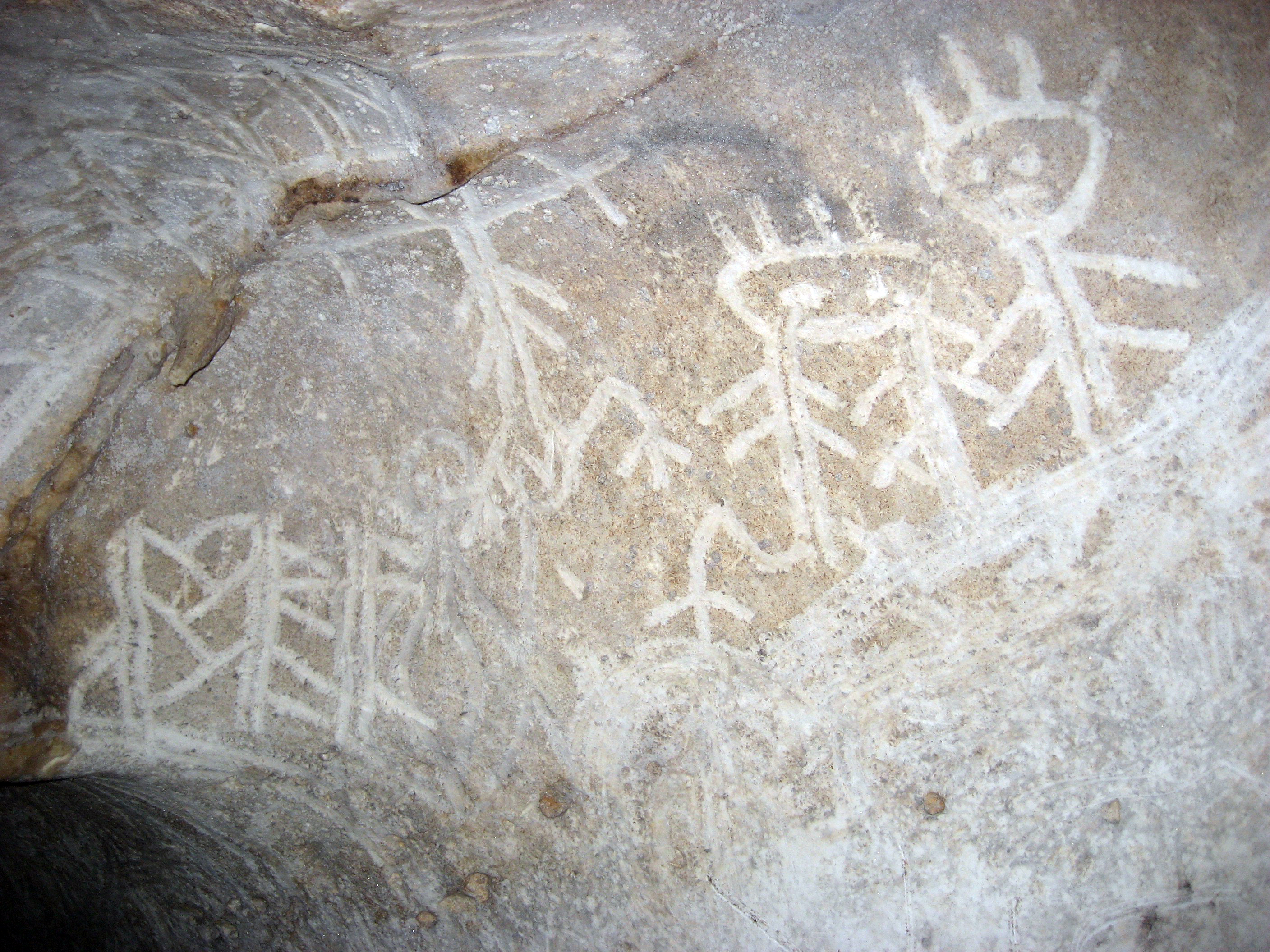
Arte rupestre taíno en cuevas de la isla de Mona

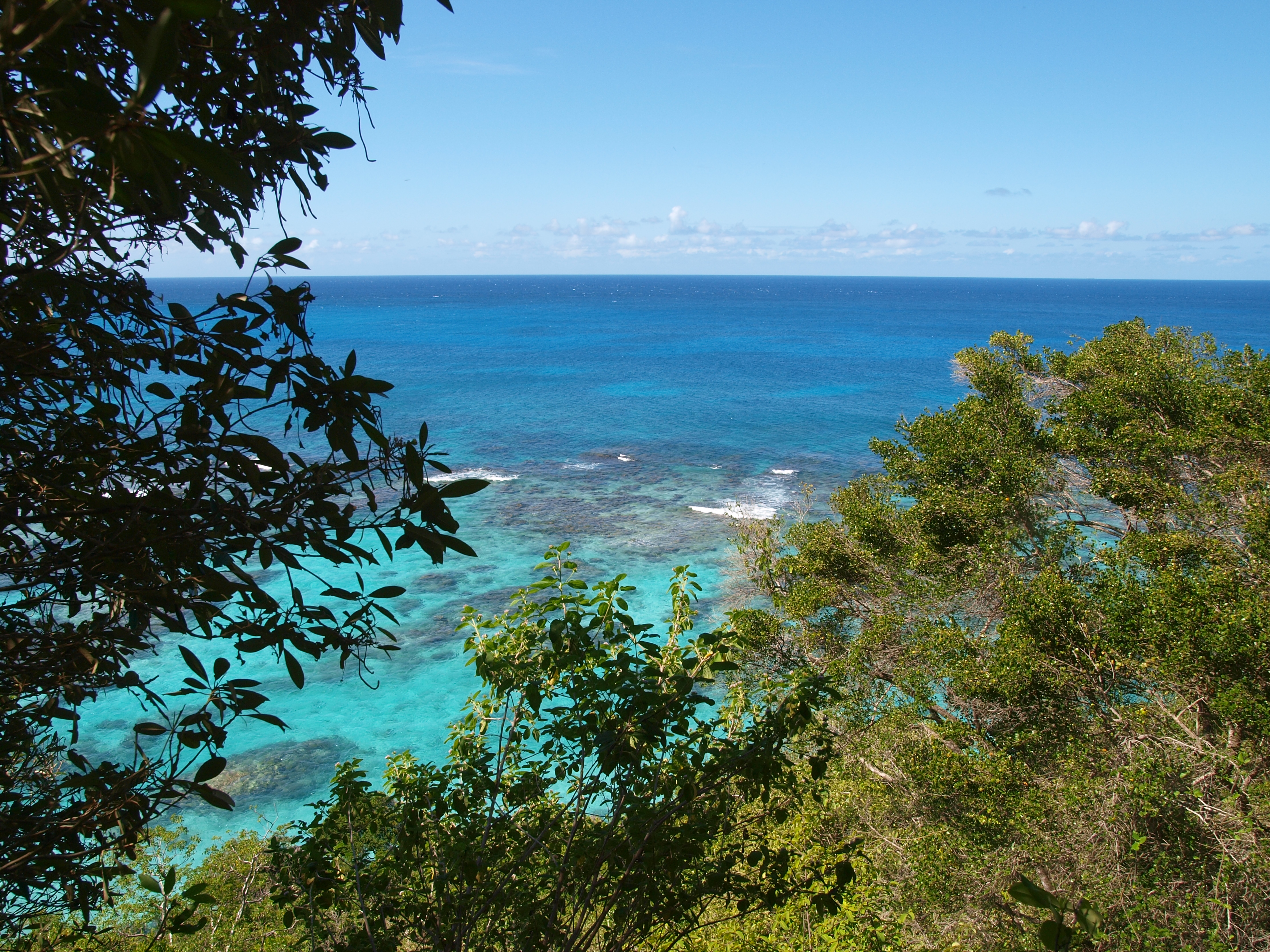
Playa Sardinera

La Reserva Natural Isla de la Mona se localiza en el canal de la Mona, a medio camino entre República Dominicana y Puerto Rico, aproximadamente a 70 km al oeste de Puerto Rico. La Reserva Natural Isla de Mona es la AMP más grande del país comprendiendo 157.379 ha (38,889 acres) con sus límites extendiendo 9 millas náuticas desde su costa e incluyendo a Monito; un pequeño islote a 6 km al noroeste de Mona. El área terrestre de Mona es 5.566 ha (13,753 acres) y de Monito es 14 ha (34 acres).
Estas islas se derivaron de la deposición de carbonato cálcico en el fondo marino y subsiguiente levantamiento durante el Mioceno hace 24 – 25 millones de años. Especies terrestres endémicas se encuentran en ambas islas, incluyendo plantas, anfibios, reptiles, y pájaros, y hábitats marinos diversos están presentes, tales como arrecifes coralinos, pastos marinos y paredes-acantilado verticales sumergidas.
El origen del nombre Mona deriva del nombre de un jefe taíno (indio nativo) llamado ‘Amoná’, quien habitó la isla previo a la colonización española.
Mona estuvo habitada por piratas, recolectores de guano, pescadores y cazadores, entre otros. 
En 1919, Mona fue declarada Bosque Insular por el gobernador de Puerto Rico Arthur Yager y en 1986 Mona y Monito se designaron como la Reserva Natural Isla de la Mona por el Departamento de Recursos Naturales y Ambientales (DRNA) de Puerto Rico. Solamente personal del DRNA habita permanentemente la isla de Mona, mientras que visitantes bajo permiso previo pueden acampar, transitar, pescar y cazar; esto último cabras y cerdos salvajes. 
La Reserva Natural Isla de la Mona representa un laboratorio para la investigación científica incluyendo arqueología, geología, oceanografía, manejo de especies exóticas, y conservación de especies amenazadas (e.g., iguana de roca, tortugas marinas, y pájaros endémicos).